# Miriam Leone
Miriam Leone (Catania, 14 aprile 1985) è un'attrice, conduttrice televisiva ed ex modella italiana, eletta Miss Italia 2008.
Divenuta popolare con la vittoria del noto concorso di bellezza, si è rapidamente affermata come conduttrice televisiva, intraprendendo poi la carriera di attrice. Per il suo lavoro in campo interpretativo ha ottenuto diversi riconoscimenti, tra cui due Nastri d'argento, un Premio Flaiano, due Ciak d'Oro e una candidatura al David di Donatello per la migliore attrice protagonista. Nel 2023 viene inserita nella classifica delle 100 donne italiane di successo secondo Forbes Italia.

## Biografia
Nasce a Catania, in Sicilia, il 14 aprile 1985. Vive la sua infanzia a Acireale insieme al fratello Sergio e ai genitori, Ignazio Leone, insegnante di lettere, e Gabriella Leotta, impiegata presso il comune di Aci Catena. Frequenta il liceo classico "Gulli e Pennisi" ad Acireale e, al termine degli studi superiori, si iscrive alla facoltà di Lettere e filosofia dell'Università degli Studi di Catania, non terminando però gli studi.

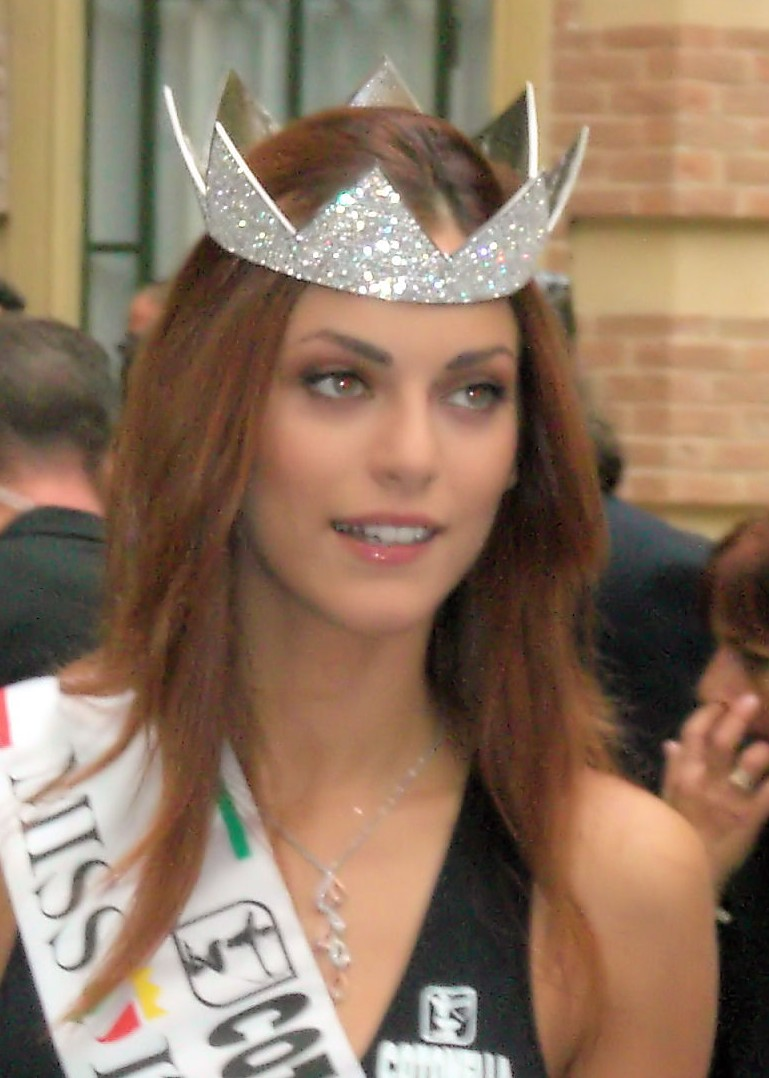
Miriam Leone nel 2008

La Leone partecipa al concorso Miss Italia nel 2008 con il titolo di Miss Prima dell'Anno. Dopo essere stata inizialmente eliminata nel corso del programma, viene successivamente ripescata, arrivando in finale ed aggiudicandosi la fascia di Miss Italia 2008.
Dal giugno al settembre 2009 conduce su Rai 1, Unomattina estate in coppia con Arnaldo Colasanti. Sempre per la stessa rete, il 6 agosto 2009 Miriam conduce, assieme a Massimo Giletti, la serata Mare latino. Dal 26 settembre 2009 è alla conduzione, insieme a Tiberio Timperi, su Rai 2 di Mattina in famiglia, conduzione confermata anche per la stagione 2010-2011, con il programma spostato su Rai 1. Nel 2010 avviene il suo debutto come attrice sia sul grande schermo con il film Genitori & figli - Agitare bene prima dell'uso di Giovanni Veronesi, sia sul piccolo schermo con il film TV Il ritmo della vita, diretto da Rossella Izzo e trasmesso su Canale 5.
Nel 2011 la Leone conduce su Rai 1 le premiazioni ai Nastri d'argento e per la stagione 2011-2012 viene nuovamente confermata alla conduzione di Mattina in famiglia, che in quest'annata cambia il suo titolo in Unomattina in famiglia, sempre affiancata da Tiberio Timperi.
Dal settembre 2011 Miriam entra a far parte del cast dell'undicesima stagione della fiction Distretto di Polizia in onda su Canale 5, dove interpreta il personaggio di Mara Fermi, una escort d'alto bordo. Nel novembre è al fianco di Ale e Franz come spalla comica in A&F - Ale e Franz Show in onda su Italia 1. Entra nel cast del film I soliti idioti - Il film, uscito nel 2011, ed è protagonista di un episodio della quinta stagione della sitcom Camera Café in onda su Italia 1. Il 28 dicembre 2011 prende parte alla puntata pilota dello sketch-show di Rai 4 Big End - Un mondo alla fine, con Francesco Mandelli e Fabrizio Biggio. Dal 18 aprile 2012 la Leone conduce su Rai Movie il programma Drugstore, dedicato a cinema e cultura digitale.
Nell'autunno 2012, oltre a condurre nuovamente assieme a Timperi una nuova edizione di Unomattina in famiglia, l'attrice e conduttrice recita al fianco di Terence Hill nella seconda stagione della fiction di Rai 1 Un passo dal cielo e inoltre conduce, assieme ad Enrico Bertolino, il varietà comico di seconda serata Wikitaly - Censimento Italia in onda su Rai 2. Viene in seguito riconfermata, sempre in coppia con Tiberio Timperi, alla conduzione di Unomattina in famiglia anche per l'edizione 2013-2014, ma decide di abbandonare la trasmissione per intraprendere appieno la carriera di attrice.
Miriam partecipa al film Fratelli unici di Alessio Maria Federici, dove è protagonista al fianco di Raoul Bova, Luca Argentero e Carolina Crescentini. Poi è in La scuola più bella del mondo di Luca Miniero, lavorando a fianco a Christian De Sica, Rocco Papaleo, Angela Finocchiaro e Lello Arena, film distribuito nelle sale nel novembre 2014. Nello stesso anno la Leone appare, accanto a Claudio Gioè, anche nel decimo episodio della seconda stagione della fiction Il tredicesimo apostolo, trasmessa su Canale 5. Nello stesso periodo veste anche i panni della contessa Clara Grandi in Fossà, la protagonista femminile de La dama velata, feuilleton in costume ambientato in Trentino tra la fine dell'Ottocento e gli inizi del Novecento, in onda su Rai 1 per la regia di Carmine Elia, dove è affiancata da Lino Guanciale.
In seguito l'attrice prende parte alla serie TV di Sky Italia 1992, ambientata nella Milano di Tangentopoli, in cui interpreta il personaggio di Veronica Castello, un'aspirante showgirl pronta a tutto pur di sfondare in televisione.
Nei primi mesi del 2015 Miriam inizia a girare la fiction poliziesca Non uccidere, ancora sotto la regia di Gagliardi, che viene trasmessa dall'autunno dello stesso anno su Rai 3, dove interpreta anche qui la protagonista, l'ispettrice di polizia Valeria Ferro, specializzata nella risoluzione di crimini maturati in comunità chiuse ed in ambiente domestico-familiare.
Tra il 2015 e il 2016 la Leone è sul set di tre pellicole cinematografiche: In guerra per amore di Pif, Fai bei sogni di Marco Bellocchio (tratto dall'omonimo romanzo di Massimo Gramellini) e Un paese quasi perfetto di Massimo Gaudioso. Nel 2016 è, inoltre, nel cast totalmente rinnovato della storica trasmissione di Italia 1 Le Iene, assieme a Geppi Cucciari e Fabio Volo. Del cast fanno parte anche Pif e Nadia Toffa, che però condurranno, sempre con Geppi Cucciari, il secondo appuntamento settimanale del programma.
In seguito Miriam è co-protagonista del film TV di Rai 1 In arte Nino, sulla vita di Nino Manfredi, accanto ad Elio Germano. È anche tra gli interpreti della produzione kolossal internazionale I Medici, serie televisiva incentrata sulla celebre famiglia fiorentina, e inoltre torna a vestire sia i panni di Valeria Ferro nella seconda stagione di Non uccidere (che passa da Rai 3 a Rai 2), sia quelli di Veronica Castello in 1993, seconda serie della trilogia dedicata agli anni di Tangentopoli. Inoltre viene scelta da Gucci come testimonial, insieme ad altre modelle, della campagna Cruise Resort 2018.
Nella primavera del 2018 la Leone torna al cinema come protagonista della commedia dei registi esordienti Giancarlo Fontana e Giuseppe Stasi, Metti la nonna in freezer, dove recita accanto a Fabio De Luigi, Lucia Ocone e Barbara Bouchet. In seguito è ancora protagonista al cinema del thriller Il testimone invisibile, diretto da Stefano Mordini, in cui recita accanto a Riccardo Scamarcio e Fabrizio Bentivoglio, che viene distribuito nelle sale dal 13 dicembre 2018. Le riprese del film si sono svolte tra Roma e il Trentino, per la durata di sei settimane.
Nell'autunno 2018 l'attrice catanese veste per l'ultima volta i panni di Veronica Castello, iniziando a girare la serie televisiva di Sky Italia 1994, ultimo capitolo della trilogia dedicata agli anni di Tangentopoli, che viene trasmessa sul canale Sky Atlantic nell'autunno 2019.
Nel 2021 interpreta Eva Kant nel film Diabolik diretto dai Manetti Bros., in cui è affiancata da Luca Marinelli e Valerio Mastandrea. A inizio anno la Leone affianca Roberto Bolle alla conduzione di Danza con me, programma di Rai 1. Ad ottobre è al cinema per la regia di Simone Godano, affiancata da Stefano Accorsi, in Marilyn ha gli occhi neri.
Nel marzo 2022, accanto a Pierfrancesco Favino, per la regia di Riccardo Milani, torna al cinema con Corro da te. A novembre riprende i panni di Eva Kant in Diabolik - Ginko all'attacco!, affiancata questa volta da Giacomo Gianniotti (che sostituisce Marinelli nel ruolo di Diabolik), Valerio Mastandrea e Monica Bellucci, oltre che essere al cinema anche con War - La guerra desiderata di Gianni Zanasi, con Edoardo Leo.
Nell'ottobre 2023 la Leone arriva su Disney Plus interpretando il ruolo di Giulia Portalupi nella serie originale italiana di Paolo Genovese I Leoni di Sicilia, ispirata all'omonimo bestseller di Stefania Auci. A novembre è al cinema rivestendo i panni di Eva Kant, protagonista insieme a Giacomo Gianniotti, Valerio Mastandrea e Monica Bellucci del terzo capitolo della trilogia cinematografica dei Manetti Bros, Diabolik- chi sei?.
A inizio 2025 è la cover girl di Vogue Italia e nello stesso mese è co-conduttrice della terza serata del 75º Festival di Sanremo al fianco di Carlo Conti, insieme a Katia Follesa e Elettra Lamborghini. Dal 18 febbraio su Rai 1 è protagonista della serie Miss Fallaci, diretta da Luca Ribuoli, Giacomo Martelli e Alessandra Gonnella, in cui impersona la giornalista Oriana Fallaci.

## Vita privata
Dal 18 settembre 2021 è sposata con Paolo Carullo, musicista e manager di Caltagirone. La cerimonia religiosa ha avuto luogo in forma privata presso la chiesa di Santa Maria La Nova a Scicli. Il 29 dicembre 2023 è nato il primo figlio della coppia, Orlando, a cui viene dato sia il cognome materno che paterno.

## Filmografia

### Cinema
- Genitori & figli - Agitare bene prima dell'uso, regia di Giovanni Veronesi (2010)
- I soliti idioti - Il film, regia di Enrico Lando (2011)
- Fratelli unici, regia di Alessio Maria Federici (2014)
- La scuola più bella del mondo, regia di Luca Miniero (2014)
- Un paese quasi perfetto, regia di Massimo Gaudioso (2016)
- In guerra per amore, regia di Pif (2016)
- Fai bei sogni, regia di Marco Bellocchio (2016)
- Metti la nonna in freezer, regia di Giancarlo Fontana e Giuseppe Stasi (2018)
- Il testimone invisibile, regia di Stefano Mordini (2018)
- A Cup of Coffee with Marilyn, regia di Alessandra Gonnella – cortometraggio (2019)
- L'amore a domicilio, regia di Emiliano Corapi (2019)
- Marilyn ha gli occhi neri, regia di Simone Godano (2021)
- Diabolik, regia dei Manetti Bros. (2021)
- Corro da te, regia di Riccardo Milani (2022)
- War - La guerra desiderata, regia di Gianni Zanasi (2022)
- Diabolik - Ginko all'attacco!, regia dei Manetti Bros. (2022)
- Diabolik - Chi sei?, regia dei Manetti Bros. (2023)
- Amata, regia di Elisa Amoruso (2025)

### Televisione
- Il ritmo della vita, regia di Rossella Izzo – film TV (Canale 5, 2010)
- Camera Café (Italia 1, 2011)
- Big end - Un mondo alla fine, regia di Umberto Spinazzola (Rai 4, 2011)
- Distretto di Polizia – serie TV (Canale 5, 2011-2012)
- Un passo dal cielo – serie TV (Rai 1, 2012)
- Il tredicesimo apostolo – serie TV, episodio 2x10 (Canale 5, 2014)
- La dama velata – serie TV (Rai 1, 2015)
- 1992 – serie TV (Sky Atlantic, 2015)
- Non uccidere – serie TV (Rai 3, 2015-2016; Rai 2, 2017-2019)
- I Medici (Medici: Masters of Florence) – serie TV, episodio 1x01 (Rai 1, 2016)
- 1993 – serie TV (Sky Atlantic, 2017)
- In arte Nino, regia di Luca Manfredi – film TV (Rai 1, 2017)
- 1994 – serie TV (Sky Atlantic, 2019)
- I leoni di Sicilia – serie TV, 7 episodi (Disney Plus, 2023)
- Miss Fallaci – serie TV (Rai 1, 2025)

## Programmi televisivi
- Miss Italia (Rai 1, 2008) - vincitrice
- Unomattina estate (Rai 1, 2009)
- Mare latino (Rai 1, 2009)
- Aspettando Miss Italia (Rai 1, 2009)
- Mattina in famiglia (Rai 2, 2009-2010; Rai 1, 2010-2011)
- Ciak... si canta! (Rai 1, 2010) - giurata
- Unomattina in famiglia (Rai 1, 2011-2013)
- Nastro d'argento (Rai 1, 2011)
- A&F - Ale e Franz Show (Italia 1, 2011)
- Drugstore (Rai Movie, 2012)
- Wikitaly - Censimento Italia (Rai 2, 2012)
- Movie Drugstore (Rai Movie, 2013)
- Le Iene (Italia 1, 2016)
- Danza con me  (Rai 1, 2018, 2021)
- Festival di Sanremo (Rai 1, 2025)

## Pubblicità
- Rocchetta (2009)
- Vodafone (2015)
- Gucci (2018)
- L'Oréal (2019)
- Now TV (2020)
- Huawei (2020)
- Maserati (2020)
- Omega (2021)
- Bulgari (2022)
- Disney+ (2022)
- TIM (2023)
- Lexus (2023-2025)
- Nespresso (2024-2025)

## Video musicali
- Nei tuoi occhi, singolo di Francesca Michielin, regia di Giacomo Triglia (2021)
- La profondità degli abissi, singolo di Manuel Agnelli, regia dei Manetti Bros. e Niccolò Falsetti (2021)
- Se mi vuoi, singolo di Diodato, regia dei Manetti Bros. (2022)

## Riconoscimenti
- David di Donatello
  - 2022 – Candidatura alla migliore attrice protagonista per Diabolik[27]
- Nastro d'argento
  - 2018 – Candidatura alla miglior attrice in un film commedia per Metti la nonna in freezer[28]
  - 2021 – Miglior attrice in un film commedia per L'amore a domicilio[29]
  - 2022 – Candidatura alla miglior attrice protagonista per Diabolik
  - 2022 – Miglior attrice in un film commedia per Corro da te
  - 2024 – Candidatura alla miglior attrice protagonista per I leoni di Sicilia
- Premi internazionali Flaiano
  - 2024 – Premio alla miglior interpretazione femminile per I Leoni di Sicilia[30]
- Bari International Film Festival
  - 2022 – Premio "Anna Magnani" alla migliore attrice protagonista per Diabolik
- Ciak d'oro
  - 2016 – Migliore attrice speciale Serial Movie per Non uccidere
  - 2024 – Protagonista femminile per I Leoni di Sicilia
- Giffoni Film Festival
  - 2016 – Premio Giffoni Experience
- Gran Premio Internazionale dello Spettacolo
  - 2015 – Telegatto speciale al Roma Fiction Fest
  - 2024 – Premio Virna Lisi alla miglior attrice dell'anno
- Mostra internazionale d'arte cinematografica di Venezia
  - 2024 – Filming Italy Venice Award alla miglior attrice protagonista per i I Leoni di Sicilia
- La pellicola d'oro 
  - 2024 – Miglior attrice protagonista per I leoni di Sicilia[31]
- Premio Afrodite
  - 2021 – Migliore attrice protagonista per L'amore a domicilio
- Premio Fabrique du Cinema
  - 2015 – Attrice rivelazione
- Premio TV - Premio regia televisiva
  - 2016 – Categoria Top 10 per Le Iene